# Eulasia korbi
Eulasia korbi is een keversoort uit de familie Glaphyridae. De wetenschappelijke naam van de soort is voor het eerst geldig gepubliceerd in 1972 door Petrovitz.